# Leandro Bacuna
Leandro Bacuna, né le 21 août 1991 à Groningue (Pays-Bas), est un footballeur international curacien qui évolue au poste de milieu de terrain.
Il est le frère aîné de Juninho Bacuna.

## Biographie

### Carrière en club
Formé au FC Groningue, Bacuna débute en Eredivisie, le 30 octobre 2009, contre le PSV Eindhoven. Il y reste près de quatre ans avant de signer pour l'Aston Villa, son club actuel, le 13 juin 2013.
Le 13 août 2017, Bacuna s'engage pour quatre ans avec le Reading FC. Il inscrit cinq buts en soixante-six matchs toutes compétitions confondues avec Reading, avant de s'engager pour quatre ans et demi avec Cardiff City le 31 janvier 2019.

### Carrière en sélection
D'origine curacienne, Bacuna joue pour l'équipe des moins de 20 ans des Antilles néerlandaises puis pour les équipes de jeunes des Pays-Bas. Il commence sa carrière internationale en mars 2016, sous le maillot de Curaçao – sélection héritière des Antilles néerlandaises – à l'occasion des éliminatoires de la Coupe caribéenne des nations 2017. 
Il compte vingt-sept matchs en équipe de Curaçao avec onze buts marqués, dont deux buts face à Porto Rico, qui s'avèrent essentiels afin de se qualifier à la Gold Cup 2017.

#### Buts en sélection
| Buts en sélection de Leandro Bacuna | Buts en sélection de Leandro Bacuna | Buts en sélection de Leandro Bacuna               | Buts en sélection de Leandro Bacuna | Buts en sélection de Leandro Bacuna | Buts en sélection de Leandro Bacuna | Buts en sélection de Leandro Bacuna             |
|                                     | Date                                | Lieu                                              | Adversaire                          | Score                               | Résultat                            | Compétition                                     |
| ----------------------------------- | ----------------------------------- | ------------------------------------------------- | ----------------------------------- | ----------------------------------- | ----------------------------------- | ----------------------------------------------- |
| 1.                                  | 7 juin 2016                         | Ergilio Hato Stadion, Willemstad (Curaçao)        | Barbade                             | 4-0                                 | 7-0                                 | Éliminatoires Coupe caribéenne des nations 2017 |
| 2.                                  | 5 octobre 2016                      | Ergilio Hato Stadion, Willemstad (Curaçao)        | Antigua-et-Barbuda                  | 1-0                                 | 3-0                                 | Éliminatoires Coupe caribéenne des nations 2017 |
| 3.                                  | 11 octobre 2016                     | Estadio Juan Ramón Loubriel, Bayamón (Porto Rico) | Porto Rico                          | 2-2                                 | 2-4 a.p.                            | Éliminatoires Coupe caribéenne des nations 2017 |
| 4.                                  | 11 octobre 2016                     | Estadio Juan Ramón Loubriel, Bayamón (Porto Rico) | Porto Rico                          | 2-4                                 | 2-4 a.p.                            | Éliminatoires Coupe caribéenne des nations 2017 |
| 5.                                  | 10 octobre 2017                     | Stade Jassim-bin-Hamad, Doha (Qatar)              | Qatar                               | 1-1                                 | 1-2                                 | Match amical                                    |
| 6.                                  | 26 mars 2018                        | Ergilio Hato Stadion, Willemstad (Curaçao)        | Bolivie                             | 1-0                                 | 1-0                                 | Match amical                                    |
| 7.                                  | 10 septembre 2018                   | Ergilio Hato Stadion, Willemstad (Curaçao)        | Grenade                             | 4-0                                 | 10-0                                | Éliminatoires Gold Cup 2019                     |
| 8.                                  | 10 septembre 2018                   | Ergilio Hato Stadion, Willemstad (Curaçao)        | Grenade                             | 7-0                                 | 10-0                                | Éliminatoires Gold Cup 2019                     |
| 9.                                  | 12 octobre 2018                     | IMG Academy, Bradenton (États-Unis)               | Îles Vierges des États-Unis         | 0-3                                 | 0-5                                 | Éliminatoires Gold Cup 2019                     |
| 10.                                 | 5 juin 2019                         | Buriram Stadium, Buriram (Thaïlande)              | Inde                                | 3-1                                 | 3-1                                 | King's Cup 2019                                 |
| 11.                                 | 21 juin 2019                        | BBVA Compass Stadium, Houston (États-Unis)        | Honduras                            | 1-0                                 | 1-0                                 | Gold Cup 2019                                   |

## Palmarès

### En sélection
- Vainqueur de la Coupe caribéenne des nations en 2017.